# Last Days
Last Days è un film del 2005 diretto Gus Van Sant, presentato in concorso al 58º Festival di Cannes.
Insieme a Gerry ed Elephant costituisce il capitolo conclusivo di un'ideale trilogia della morte.
La pellicola è ispirata agli ultimi giorni ed alla tragica morte della star del grunge Kurt Cobain, leader dei Nirvana. I personaggi del film, tuttavia, hanno nomi di finzione e, spessissimo, conservano il nome di battesimo degli attori che li interpretano.
Registicamente il film si segnala per un uso intensivo del piano sequenza e per l'uso di un montaggio che tende a mescolare i piani temporali senza soluzione di continuità. Tuttavia, è stato criticato per i ritmi assai compassati e per la mancanza di una trama vera e propria.

## Trama
Blake è un brillante musicista all'apice della propria carriera. Tormentato dalle continue richieste legate al successo, il ragazzo decide di isolarsi all'interno di un casolare costruito nel mezzo di una foresta. Afflitto da depressione, il giovane passa il tempo evitando le richieste di denaro da parte degli amici e cercando una risposta ai dubbi esistenziali che gli impediscono di apprezzare la vita.

## Colonna sonora
Nonostante sia ispirato alla vita di Kurt Cobain, nel film non è presente nessuna canzone dei Nirvana. Tuttavia gli attori stessi Michael Pitt (che nella vita reale è anche leader della band Pagoda), Lukas Haas e Rodrigo Lopresti hanno contribuito con alcuni brani alla colonna sonora. Inoltre sono inclusi anche un canto a cappella francese, La Guerre di Clément Janequin, e Venus in Furs dei Velvet Underground, a cui si dà una particolare importanza, soprattutto al testo di tematica BDSM.

### Tracce
1. Pagoda - Death to Birth - 4:43
2. The Velvet Underground - Venus in Furs - 5:41
3. Michael Pitt - That Day - 4:36
4. The Hermitt - A Pointless Ride - 3:08
5. Pagoda - Fetus - 3:58
6. Michael Pitt - Death to Birth - 4:49
7. The Hermitt - Seen As None - 2:58
8. Mirror/Dash - Electric Pen - 3:28
9. Lukas Haas - Untitled - 2:46
10. Tenlons Fort - Believe - 1:53
11. The King's Singers - La Guerre - 6:10
12. Hildegard Westerkamp - Türen Der Wahrnehmung (Doors Of Perception) - 21:11